# Dawny ratusz w Świnoujściu
Dawny ratusz w Świnoujściu – dawna siedziba władz miejskich Świnoujścia, w województwie zachodniopomorskim. Obecnie w budynku mieści się Muzeum Rybołówstwa Morskiego.
Jest to jedna z najstarszych budowli w mieście. Powstała w latach 1805-1809. Do 1973 pełniła funkcję administracyjne. Posiada trzy kondygnacje. Dach budynku jest wysoki, naczółkowy. Na nim umieszczona jest sygnaturka z galeryjką. Przy wejściu do dawnego ratusza umieszczony jest herb Świnoujścia, przedstawiający Gryfa Pomorskiego z kotwicą. Na ścianie zabytku umieszczona jest tablica upamiętniająca powrót miasta do Polski.